# قصر الجامعي
قصر الجامعي المعروف أيضًا باسم دار الجامعي هو قصر تاريخي يقع بالقرب من باب الكيسة في فاس البالي. يعود تأسيسه إلى أواخر القرن التاسع عشر في فاس بالمغرب. تم تحويله إلى فندق فاخر.

## تاريخ

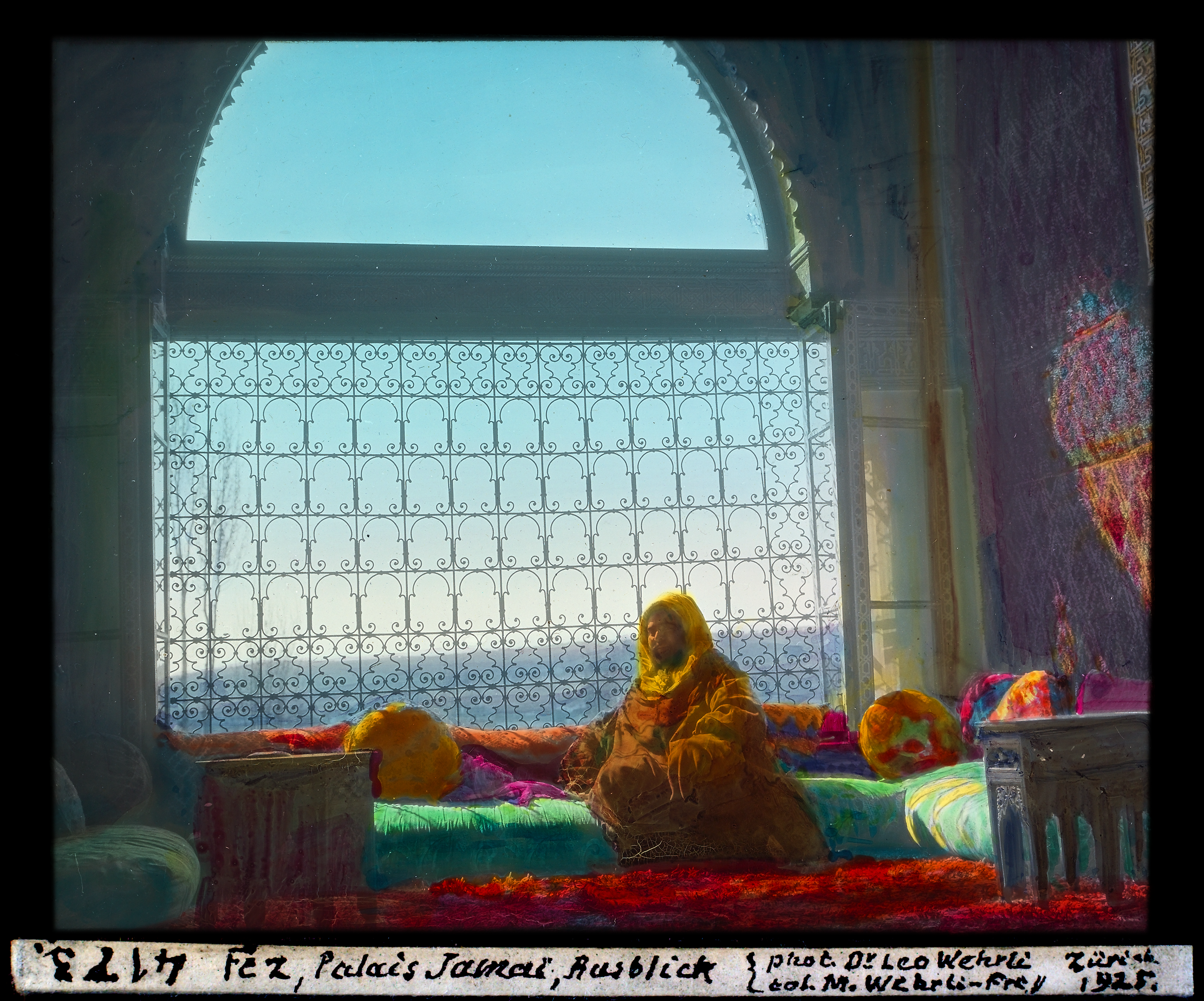
القصر الجامعي عام 1925

تم بناؤه سنة 1879 من لدن محمد بن العربي الجامعي، الوزير الذي عاصر السلطان الحسن الأول، واقتناه المكتب الوطني للسكك الحديدية بعد انتهاء فترة الحماية.
وفي سنة 1998، وقع المكتب عقد إيجار وإدارة لمدة 20 عاماً لمجموعة أكور المتخصصة في تسيير الفنادق؛ لكن في سنة 2014، قررت المجموعة إنهاء العقد وأُغلق الفندق على إثر ذلك.
في يوليوز 2017، أعلن المكتب الوطني للسكك الحديدية أن القصر سيتم ترميمه وإصلاحه ليفتح ذراعيه للعموم.